# قوات حرس الحدود اليمنية
قوات حرس الحدود اليمنية هو تشكيل رئيسي تابع للقوات المسلحة اليمنية، يتبع إدارياً و عملياتياً وزارة الدفاع اليمنية، ويتكون من عدة ألوية تقع في المحافظات الحدودية، منها اللواء 11 حرس حدود في محافظة حضرموت واللواء 2 حرس حدود في محافظة حجة واللواء 117 حرس حدود في محافظة صعدة.
وهذه القوات مسؤولة عن الحدود البرية المتداخلة مع السعودية وعمان. ولكنها تعاني من ضعف الإمكانات وطول مسافة الحدود التي تبلغ 2000 كيلو متر. وهي عبارة عن صحراء الربع الخالي في المهرة وحضرموت والجوف ومناطق جبلية كصعدة وحجه. وتشتكي اليمن والسعودية من الحدود لأنها أصبحت منفذا لتجارة المخدرات والسلاح ومجهولي الهوية.

## الهيكل التنظيمي
تتكون قوات حرس الحدود من الآتي:
1. قيادة حرس الحدود
2. وحدات حرس حدود

## القوة العسكرية
القوام القتالي والانتشار العملياتي للوحدات: 
| م | القوة               | مكان التمركز | المحافظة      | المنطقة العسكرية         |
| - | ------------------- | ------------ | ------------- | ------------------------ |
| 1 | اللواء 11 حرس حدود  | رماه         | محافظة حضرموت | المنطقة العسكرية الأولى  |
| 2 | اللواء 2 حرس حدود   | الملاحيظ     | محافظة حجة    | المنطقة العسكرية الخامسة |
| 3 | اللواء 117 حرس حدود | الفراء       | محافظة صعدة   | المنطقة العسكرية السادسة |